# Рикардо Калафјори
Рикардо Калафјори (итал. Riccardo Calafiori; Рим, 19. мај 2002) је италијански професионални фудбалер који игра као дефанзивац за Арсенал и репрезентацију Италије.

## Клупска каријера

### Рома
Калафјори је омладински производ фудбалске школе Роме. Калафјори је потписао свој први уговор са њима 16. јуна 2018. године. Калафјори је 2. октобра 2018. претрпео повреду колена која је га је довела близу краја каријере. На професионалном нивоу са Ромом дебитовао је, као и деби у Серији А, у победи од 3:1 у гостима над Јувентусом 1. августа 2020. У тој утакмици је изборио једанаестерац, који је успешно реализовао његов саиграч Дијего Пероти, а такође је постигао гол ударцем са дистанце након корнера, који је ипак поништен пошто је лопта претходно отишла ван игре.
Следеће сезоне, 3. децембра 2020, Калафјорија је довео тренер Роме Пауло Фонсека као замена за Леонарда Спинацоле, и постигао је свој први професионални гол у Роминој победи на домаћем терену против Јанг Бојса у УЕФА Лиги Европе.
Калафјори је 14. јануара 2022. прешао на позајмицу у Ђенову.

### Базел
Дана 30. августа 2022, Рома је објавила да се Калафјори придружио Базелу на основу трајног уговора. Калафјори је потписао 3-годишњи уговор са Базелом. Придружио се првом тиму Базела у сезони 2022–23 под вођством главног тренера Александра Фреја. Калафјори је дебитовао у домаћој лиги за свој нови клуб на гостовању у Корнареду 9. октобра 2022. пошто је Базел поражен са 1–0 од Лугана.

### Болоња
Калафјори се 31. августа 2023. вратио у Серију А и потписао са Болоњом. Под вођством главног тренера Тијага Моте, пребачен је на позицију централног бека, где је постао један од најбољих играча у лиги. Дана 20. маја 2024. постигао је свој први гол у Серији А, тако што је постигао гол у ремију 3-3 против Јувентуса, а Болоња је примила три брза гола након његове замене у 75. минуту. Током целе сезоне помогао је Болоњи да се квалификује за УЕФА Лигу шампиона по први пут од 1964–65, чиме је обезбедио пласман у првих пет у Серији А.

## Репрезентативна каријера
Калафјори је 3. септембра 2021. дебитовао за репрезентацију Италије У21, играјући као замена у квалификационом мечу против Луксембурга, који је Италија победила са 3–0.
23. маја 2024. примио је свој први званични позив у сениорску репрезентацију Италије, након што га је менаџер Луциано Спаллетти укључио у прелиминарни тим за УЕФА Еуро 2024. За сениорски тим је дебитовао 4. јуна, ушао је као замена за Федерика Димарка у 85. минуту пријатељског ремија 0-0 против Турске у Болоњи.
Пошто је касније потврђен у финалном тиму за УЕФА Еуро 2024,  Калафјори је дебитовао 15. јуна, почевши од 2-1 победом над Албанијом у групној фази; са 22 године и 27 година; дана, постао је други најмлађи Италијан који је играо на Европском првенству УЕФА, иза само Паола Малдинија. Постигао је аутогол у поразу Италије 1-0 од Шпаније у њиховом другом мечу.